# Betty Helsengreen
Betty Helsengreen (26 de octubre de 1914 – 29 de diciembre de 1956) fue una actriz de nacionalidad danesa. 

## Biografía
Nacida en Copenhague, Dinamarca, era hija de los actores Gunnar y Martha Helsengreen.
Helsengreen fue estudiante en el Casino Teater en 1931-1933. Debutó allí a los 16 años como Anna Hardenberg en la opereta Skønjomfru, de Johannes Dam y Emil Reesen. Posteriormente actuó en el Odense Teater (1938-1940) y en el Aarhus Teater, donde interpretó varios papeles de carácter. De nuevo en Copenhague, actuó en diferentes teatros, haciendo entre otros el papel de Nille en la obra Jeppe på berget, llevada a escena en el Frederiksberg Teater con Osvald Helmuth. Su última actuación tuvo lugar en la Navidad de 1956 con la obra Jul i Købmandsgården, representada en el Det Ny Teater. 
Betty Helsengreen falleció en el año 1956 en Gentofte, Copenhague. Fue enterrada en el Cementerio Mariebjerg.

## Selección de su filmografía
- 1935 : Week-End
- 1941 : En søndag på Amager
- 1944 : Elly Petersen
- 1946 : Diskret ophold
- 1946 : Jeg elsker en anden
- 1946 : Så mødes vi hos Tove
- 1948 : I de lyse nætter
- 1948 : Hr. Petit
- 1949 : Kampen mod uretten
- 1949 : Lejlighed til leje
- 1950 : Historien om Hjortholm
- 1951 : Fodboldpræsten
- 1953 : Den gamle mølle på Mols
- 1953 : Ved Kongelunden
- 1955 : Gengæld
- 1955 : Mod og mandshjerte